# Tipula (Lunatipula) rocina
Tipula (Lunatipula) rocina is een tweevleugelige uit de familie langpootmuggen (Tipulidae). De soort komt voor in het Palearctisch gebied.